# 天宮1号
天宮1号（てんきゅう1ごう、中: 天宫一号、英: Tiangong 1）は中国の軌道上実験モジュール。2011年9月29日に打ち上げられ、中国初（世界で5番目）の無人ドッキング、および中国初（世界で3番目）の有人ドッキングを成功させ、2013年に全てのミッションを終了。2016年3月に制御不能となり、2018年4月2日に大気圏に再突入した。

## 概要

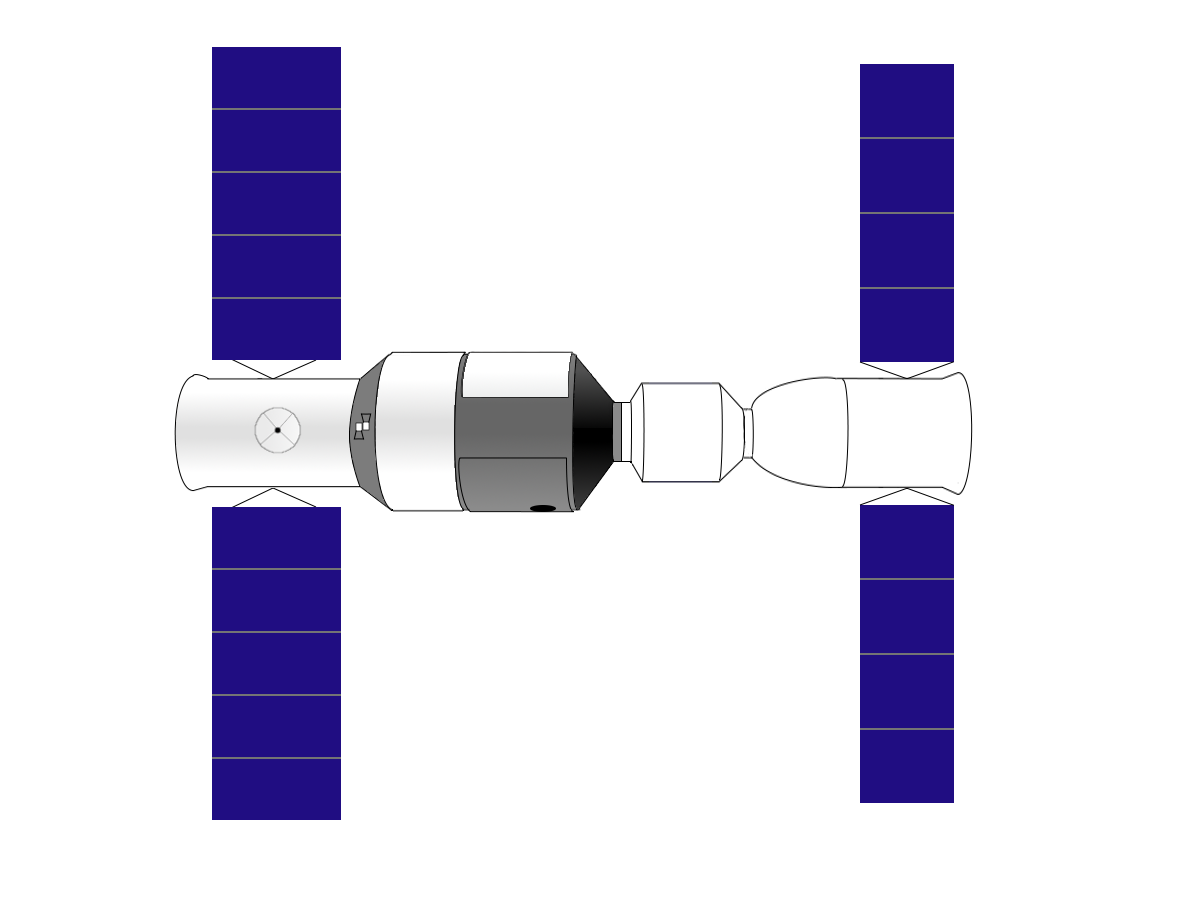
天宮1号と神舟の上面図

天宮計画における初の機体で、重さ約8.5トン。実験装置室と物資保管室から構成、ドッキングポートを1つ装備。中国初ドッキング目標機で、天宮1号打ち上げ後、中国は2年間かけ神舟8号、神舟9号、神舟10号を打ち上げ、ドッキング試験を計画。神舟8号は無人ドッキングを行うが、神舟9号と神舟10号は有人ドッキングを行う。中国は天宮1号によってドッキング技術を習得し、宇宙ステーション設立の基礎を固める計画であった。
2011年11月に無人宇宙船神舟8号とのドッキングに成功し、中国は米国、ロシア、EU、日本に続いて世界で5番目に宇宙でのドッキングに成功した国家となった。2012年6月には中国初の女性宇宙飛行士である劉洋らによって、有人宇宙船神舟9号とのドッキングに成功し、中国は米国、ロシアに続いて世界で宇宙で3番目に有人ドッキングを成功させた国家となった。2013年には有人宇宙船神舟10号とのドッキングに成功し、一時3名の宇宙飛行士が滞在した。神舟10号とのミッションをもってすべてのミッションを終了し、その後のミッションは2016年打ち上げの天宮2号に委ねられることとなった。
天宮1号には国際宇宙航行連盟 (IAF) から贈られた300枚の連盟旗が搭載された。このIAF連盟旗はロシアのソユーズ宇宙船で国際宇宙ステーションに運ばれ、アメリカのスペースシャトルにより地球へ持ち帰られたもので、天宮1号によって再び宇宙へ打ち上げられたことで、当時運用中の全ての有人宇宙船に載せられたことになった。この連盟旗は神舟9号により宇宙から持ち帰られ、2012年のベルリン国際航空宇宙ショーにてIAFに返還。IAF加盟国に1枚ずつ授与されることとなった。
天宮1号は全てのミッションが終了した後も、天宮2号の打ち上げが失敗した時の予備機として軌道上に留まり続けていたが、2016年3月に機能停止。中国は同年5月に天宮1号の機能喪失を国際連合に通知。天宮2号の打ち上げが2016年9月に成功したことで天宮1号の役目は終わった。天宮1号は2018年4月2日に大気圏に突入し、大部分が燃え尽きて破片のみが落下したとみられる。
なお厳密には天宮1号は宇宙ステーションではなく重量約8トンの宇宙実験室のひな形であるが、有人ドッキングのミッションのために一時宇宙飛行士が滞在したため、中国初の宇宙ステーションとも呼ばれる。

## 打上げと運用

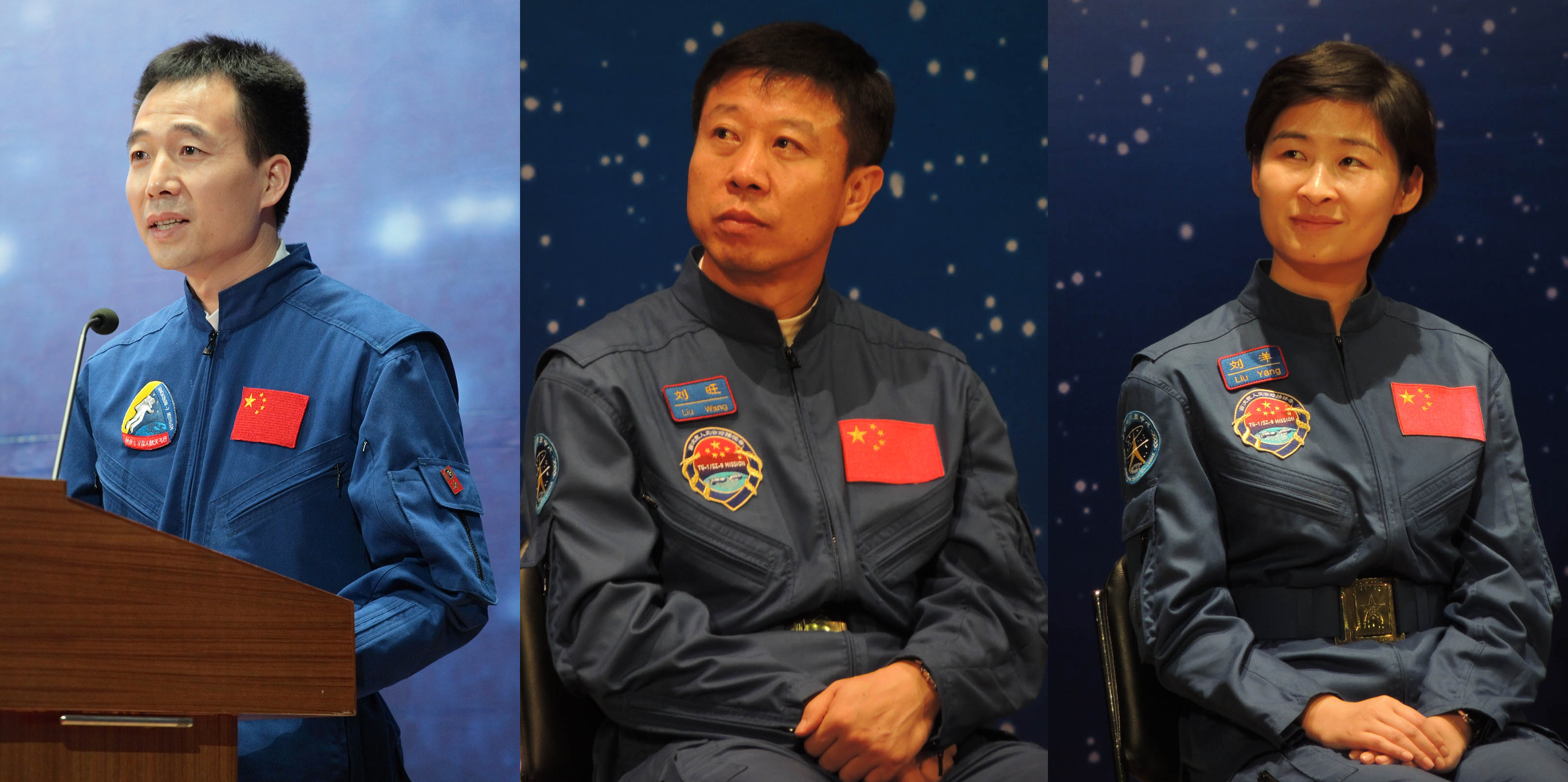
神舟9号の宇宙飛行士（景海鵬、劉旺、劉洋）

打上げは当初2011年8月中旬に予定されていたが、実践11号04星を載せた長征2号Cロケットの打ち上げ失敗による影響で延期。原因を特定した後、9月18日に中星1号Aを載せた長征3号B打上げに成功、ロケット打上げを再開。
そして9月29日、酒泉衛星発射センターから長征2号FT1ロケットによる天宮1号打ち上げに成功。
2011年11月3日の早朝、ダミー人形やドイツとの共同実験装置などを搭載した、無人の神舟8号宇宙船とドッキングに成功。
これは、中国初の宇宙空間におけるドッキングで、その様子はテレビの他にインターネットやラジオなどで国内外に中継された。
2011年11月14日、いったん神舟8号を切り離し、難易度の高い太陽光に照らされた場所で2回目のドッキングを行った。
2011年11月16日に神舟8号と分離し、有人宇宙船神舟9号とのドッキングに備え長期管理段階に入った。
2012年6月18日14時14分 (CST)、有人宇宙船神舟9号との自動ドッキングに成功、中国はアメリカ、ロシアに次いで宇宙空間で有人宇宙船ドッキングを成功させた3番目の国となった。神舟9号に搭乗していた宇宙飛行士3名が乗り移り、6月29日まで滞在、将来の長期滞在に備え身体への影響などの医学的調査を行った。2012年6月24日、一度神舟9号と分離、非常事態に備えた手動ドッキングも成功。
有人宇宙船神舟10号とは、2013年6月13日に自動ドッキングに、23日には手動ドッキングに成功。神舟10号は26日に地球帰還、同船は天宮1号を訪れる最後の有人ミッションで、以後は後継機天宮2号に移行した。

## 地球への落下
訪れる宇宙船がなくなった後も、天宮1号は軌道上に留まり続けたが、科学者が制御不能状態を指摘すると、2016年9月に中国政府より、機械的または技術的な理由から、機能停止していることが発表された。制御不能になった天宮1号は、軌道上に留まれず、大気上の空気抵抗により、次第に高度を下げ、2018年4月2日に大気圏再突入し燃え尽きた破片が南太平洋上に落下した。これは結果的に到達不能極「ポイント・ネモ」の範囲内だったと考えられる。
この大気圏再突入で「機体の大部分は燃え尽きる」と、中国政府は主張していたが、かなりの大きさの塊（ある推計によると最大約100kg）が地上に到達する可能性があるとして騒動となった。北緯43度から南緯43度にかけての広範囲が、機体の落下予測地点となっており、地球上の何時に何処へ落ちるかが、全く分からない状態になっていた。ただ、天宮1号の一部が落ちてきて人の体に危害が及ぶ可能性は低く、確率は1兆分の1とというレベルだった。欧州宇宙機関 (ESA) においても、破片が人物に当たる確率について「1年間に雷に打たれる可能性の1000万分の1」と強調していた。